# Povoação (Linhares)
Povoação do Rio Doce é um distrito situado no município de Linhares, no Espírito Santo, Brasil. 
A condição de distrito foi criado em 2009, após desmembramento do Distrito de Regência. 
O distrito possui média de 3.247 habitantes (IBGE, 2010) e está situado na região sudeste de Linhares. Neste distrito situa-se a Vila de Povoação e outras comunidades tradicionais que vivem ao redor de diversas lagoas como Lagoa da Viúva, Monsarás, Zacarias,Cananéia. Possuindo diversas comunidades tradicionais como quilombolas, ribeirinhos, pescadores artesanais, bordadeiras, extrativistas que vivem através do Rio Doce, lagoas e do mar.

## Geografia

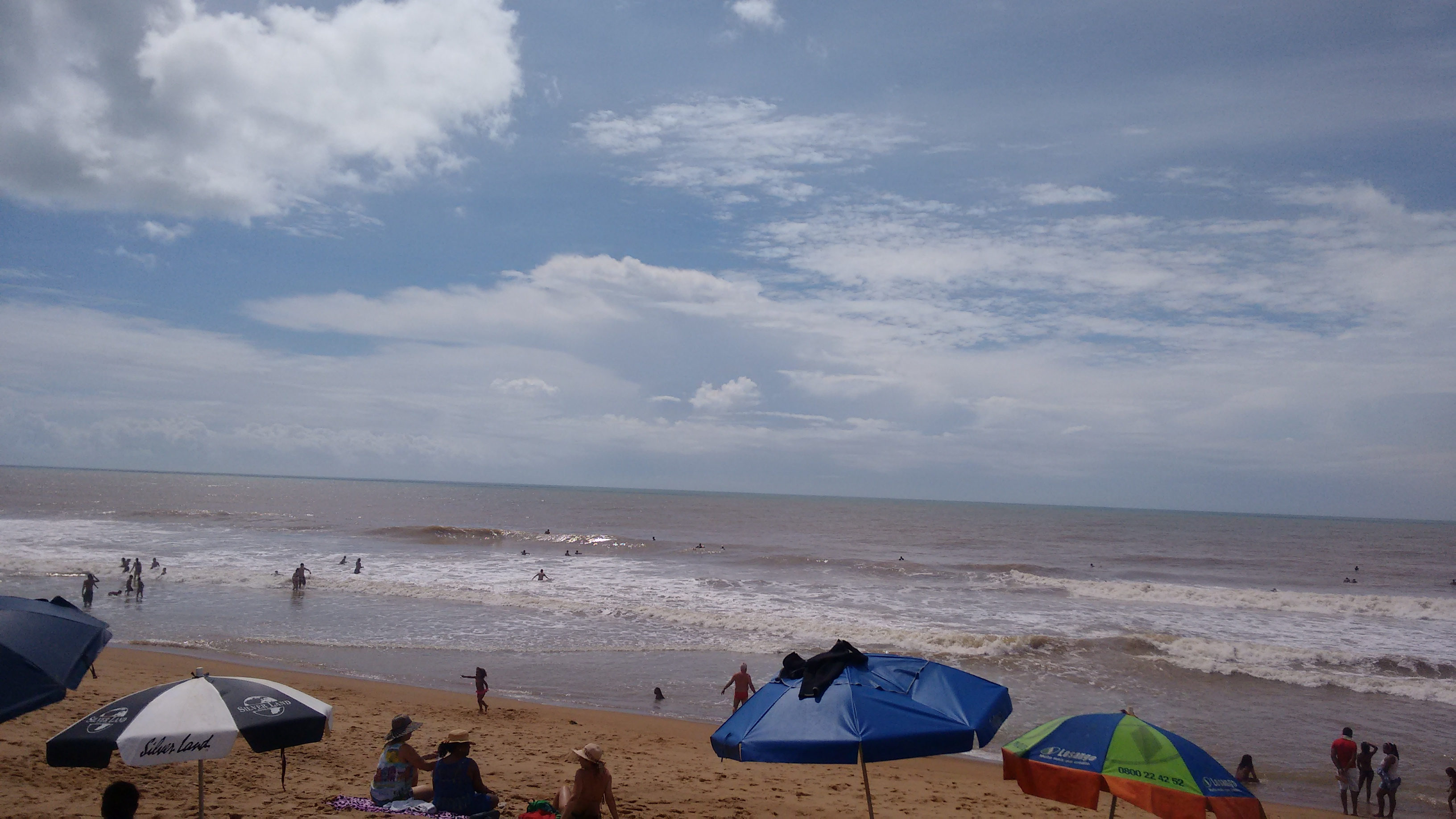
Praia de Povoação.

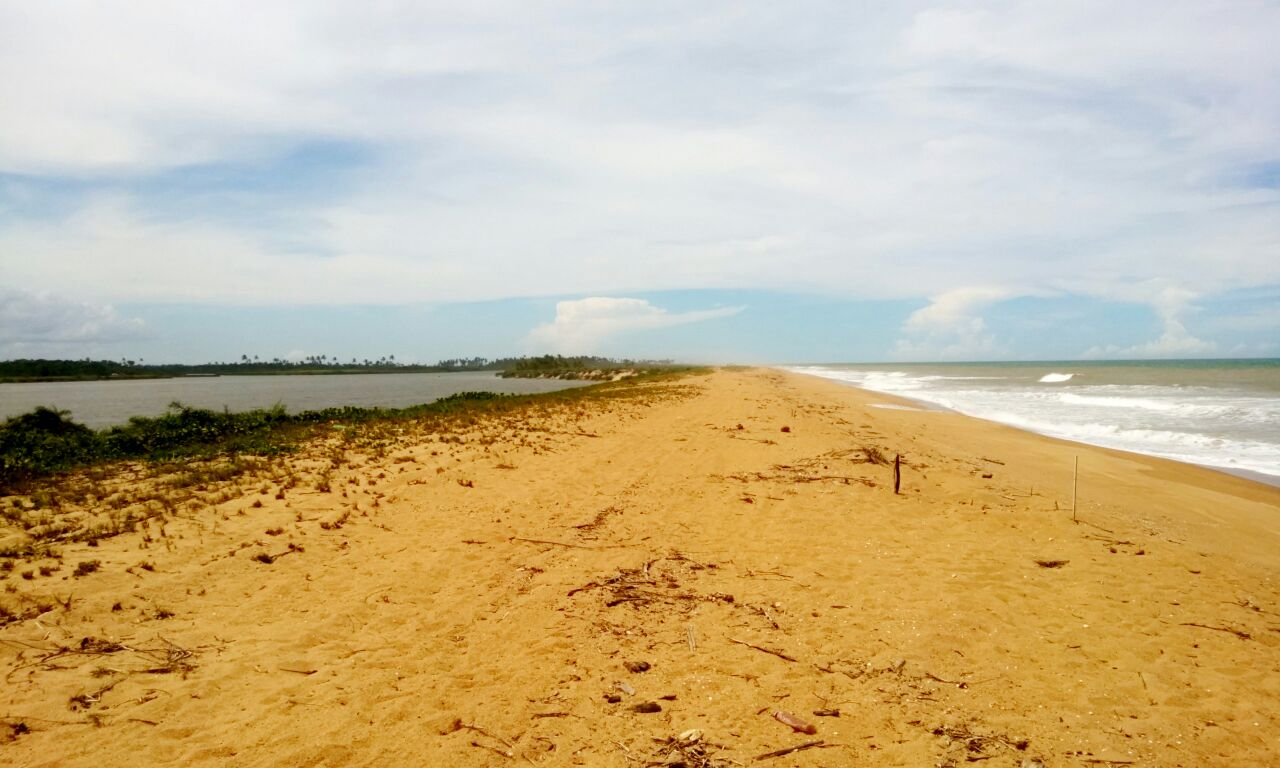
Lagoa Monsarás à esquerda e o mar à direita.

O distrito possui um vasto litoral, é banhado pelo Rio Doce e é cortado pelo Rio Monsarás. Possui resquícios da Mata Atlântica e vegetação de restinga na parte litorânea.
Possui também algumas lagoas, dentre elas: Monsarás, da Viúva, Salgada, Zacarias, Martins, Nova, Lagoinha, da Onça, das Cacimbas e do Doutor.
As praias de Povoação e Degredo possui ondas fortes propícias a prática de surfe.
O Projeto TAMAR possui uma base de monitoramento de tartarugas-marinhas desde de 1987 (a segunda implantada no estado) a quatro quilômetros da Vila de Povoação na Lagoa Monsarás.
A maior parte da Área de Relevante Interesse Ecológico do Degredo localiza-se no distrito (o restante no distrito de Pontal do Ipiranga).

## Economia
A economia baseia-se na pecuária, cacauicultura e pesca. Porém, a pesca no Rio Doce e no mar está proibida por tempo indeterminado desde o fim de 2015 devido à contaminação por lama de rejeitos de minério de ferro oriunda do rompimento de barragem da mineradora Samarco em Mariana, Minas Gerais que causou o maior desastre ambiental da história do país.
No distrito localizam-se a Unidade de Tratamento de Gás de Cacimbas (UTGC) e a Usina Termelétrica Luiz Oscar Rodrigues de Melo.

## Infraestrutura
O distrito é cortado pelas rodovias estaduais ES-010 e ES-248, ambas sem pavimentação na maior parte delas.